# Mohamad Al-Modiahki
Mohamad Al-Modiahki (ur. 1 czerwca 1974) – katarski szachista, pierwszy arcymistrz w historii tego kraju (tytuł otrzymał w 1998 roku).

## Kariera szachowa
Pierwszy międzynarodowy sukces odniósł w 1986 r., zajmując IV m. w mistrzostwach świata juniorów do lat 12, rozegranych w San Juan. Pod koniec lat 80. awansował ścisłej krajowej czołówki, a od połowy 90. jest liderem katarskich szachistów. Wielokrotnie reprezentował barwy swojego kraju w turniejach drużynowych, m.in.:
- dwunastokrotnie na olimpiadach szachowych (w latach 1988, 1990, 1992, 1994, 1996, 1998, 2000, 2002, 2006, 2008, 2012, 2014); czterokrotny medalista: indywidualnie – dwukrotnie złoty (1996 – na I szachownicy, 1998 – na I szachownicy) i dwukrotnie brązowy (1994 – na I szachownicy, 2002 – na I szachownicy)[1],
- trzykrotnie na drużynowych mistrzostwach Azji (w latach 1991, 1993, 1995); dwukrotny medalista: indywidualnie – złoty (1993 – na I szachownicy) i srebrny (1995 – na I szachownicy)[2],
- dwukrotnie na drużynowych mistrzostwach panarabskich (w latach 2007, 2011); medalista: wspólnie z drużyną – srebrny (2011)[3],
- dwukrotnie na igrzyskach azjatyckich (w latach 2006, 2010)[4],
- dwukrotnie na halowych igrzyskach azjatyckich (w latach 2007, 2009)[5].

Czterokrotnie uczestniczył w pucharowych turniejach o mistrzostwo świata, za każdym razem przegrywając swoje pojedynki w I rundach, odpowiednio z: Rusłanem Ponomariowem (Las Vegas, 1999), Aleksiejem Jermolinskim (New Delhi, 2000), Judit Polgar (Moskwa, 2001) i Zoltanem Almasim (Trypolis, 2004). W 2003 r. zdobył w Doha brązowy medal indywidualnych mistrzostw Azji.
Na swoim koncie posiada wiele indywidualnych sukcesów, m.in.: zwycięstwa w międzynarodowych turniejach rozegranych w Maroku (1997), Tunisie (1997) i Andorze (1999) oraz dzielenie I m. w Kalkucie (1995) i Benasque (1997), jak również czterokrotne zwycięstwa w turniejach strefowych (eliminacji mistrzostw świata) w latach 1997, 1999, 2000 i 2001. Poza tym wielokrotnie zdobywał medale w mistrzostwach państw arabskich (indywidualnie złote w latach 1994, 1997, 2000, 2002; srebrny w 1993 r. oraz brązowy w 1996 r.).
Najwyższy ranking w dotychczasowej karierze osiągnął 1 października 2003 r., z wynikiem 2588 punktów zajmował wówczas 1. miejsce wśród katarskich szachistów.
Za swoje osiągnięcia otrzymał tytuł "Szachista stulecia krajów arabskich" (ang. Trophy of the Player of the Century within the Arab Countries).

## Życie prywatne
Od 2001 r. żoną Mohamada Al-Modiahki jest mistrzyni świata z lat 2001–2004, Zhu Chen.